# Французько-пакистанські відносини
Французько-пакистанські відносини можна характеризувати як двосторонні міжнародні відносини між Пакистаном та Францією, їх співробітництво ґрунтується на військовій, оборонній, освітній співпраці, культурних обмінах та економічних зв'язках. Вже тривалий час між двома країнами активно розвивається двостороння торгівля.

## Історія
Дипломатичні відносини між Пакистаном та Францією вперше були встановлені 31 липня 1951 р. Цього дня обидві країни домовилися про створення консульських служб на території один одного. Франція була однією з перших немусульманських держав, яка визнала Пакистан, а США стали першими, хто відкрив своє посольство через 2 місяці після оголошення незалежності Пакистану У серпні 1960 р. вони підписали торговий договір, який став основою для подальшого договору про імпорт-експорт, який був укладений у жовтні 1966 року. Під час «холодної війни» Франція вважала Пакистан «державою, яка заслуговує на увагу», тому стала головним іноземним постачальником для збройних сил Пакистану.
Зовнішня політика Франції в наступні десятиліття після «холодної війни» відзначилось особливим голлістським впливом, який і не змінився під час тривалого президентства соціаліста Франсуа Міттерана (1981—1995). Тогочасні президенти Франції рідко відвідували Пакистан, бо особливу увагу приділяли Індії, оскільки Париж не розділяв очікувань Ісламабаду щодо резолюцій ООН в питані стосовно території Кашміру. Відносини знову загострились у 1998-99 рр., через погляди Парижа на Каргільський конфлікт як небезпечну ініціативу Пакистану, яка створила нову ядерну загрозу. Хоча Франція завжди заохочувала діалог між Індією та Пакистаном, однак не пропонувала посередництва в таких складних питаннях. В колах, які приймають рішення в Парижі, виникло ще одне занепокоєння, коли над Каргілом була проведена операція, що створила нову Лінії контролю у явно добре підготовленій операції.

### Військове та стратегічне співробітництво
З 1967 р. Франція була важливим стратегічним партнером, особливо для ВПС та ВМС Пакистану. У цьому ж році Франція продала Пакистану першу партію своїх винищувачів «Mirage», а також технологію виготовлення підводних човнів. В 1990 році ПАФ також придбала партію винищувачів «Mirage»; а згодом в 1996 році підписала контракт на придбання 40 літаків. ПАФ для Франції є найбільшим замовником в аерокосмічній галузі, в основному це винищувачі і цивільні літальні апарати, що продавались в Пакистані з 1967 по 2000 роки. Також Франція та Пакистан співпрацюють у військово — морській галузі, найбільшою покупкою є підводний човен класу Daphné і передача технології підводного човна з класу Agosta, який був підписаний в 1994 році
У 2009 році Франція надала фінансовий допомогу з метою розвитку ядерної енергетики в Пакистані. Уряд Ісламабаду назвали це «значущим кроком» у відносинах двох країн, міністерство закордонних справ стверджувало, що «Франція погодилася передати цивільну ядерну технологію в Пакистан». Міністерство закордонних справ Франції підтвердило, що країна готова в рамках своїх міжнародних угод «співпрацювати з Пакистаном» у галузі ядерної безпеки. «Ми робмо це для того, щоб програма Пакистану могла розвиватися в найкращих умовах ядерної безпеки», — додали французькі іноземні чиновники в APP. Після угоди Франція заявила, що «це початок цивільного ядерного партнерства, і така співпраця буде обмежена ядерною безпекою».

### Торгово-економічні відносини
Перша торгова угода була підписана в 1966 році, на сьогодні Пакистан займає 65-е місце в імпорті до Франції. У 2009 р. товарообіг між двома країнами досяг 313 млн. дол. США.